# فهرست فرهنگسراهای تهران
در پایین فهرستی از فرهنگسراهای شهر تهران آورده شده است.

## فهرست فرهنگسراهای شهر تهران
| نام                              | شهرداری منطقه          | نشانی                                                                                          | وبگاه                        |
| -------------------------------- | ---------------------- | ---------------------------------------------------------------------------------------------- | ---------------------------- |
| سازمان فرهنگی هنری شهرداری تهران | ساختمان ستاد (منطقه ۶) | میدان ولیعصر، بلوار کشاورز، بعد از بیمارستان ساسان، نبش کوچه شهید دائمی                        | farhangsara.ir               |
| فرهنگسرای نیاوران                | منطقه ۱                | نیاوران، خیابان پاسداران، خیابان فرهنگسرا                                                      | fniavaran.ir                 |
| فرهنگسرای ملل                    | منطقه ۱                | بوستان قیطریه                                                                                  | melal.farhangsara.ir         |
| فرهنگسرای امام (ره)              | منطقه ۱                | نیاوران- خیابان شهید باهنر- بین جماران و سه راه یاسر- رو به روی پمپ بنزین- خیابان امیر سلیمانی | imam.farhangsara.ir          |
| فرهنگسرای ابن‌سینا                | منطقه ۲                | شهرک قدس، فاز یک خیابان ایران زمین شمالی روبروی پارک خوردین                                    | ebnesina.farhangsara.ir      |
| فرهنگسرای ارسباران               | منطقه ۳                | خیابان دکتر شریعتی - بالاتر از سیدخندان- خیابان جلفا                                           | arasbaran.farhangsara.ir     |
| فرهنگسرای نهج‌البلاغه             | منطقه ۳                | خیابان دکتر شریعتی - رو به روی خیابان شهید کلاهدوز (دولت)- خیابان امامزاده- بوستان آفتاب       | aftab.farhangsara.ir         |
| فرهنگسرای رسانه                  | منطقه ۳                | ابتدای خیابان پاسداران– خیابان شهیدگل نبی – خیابان ناطق نوری - میدان قبا                       | resaneh.farhangsara.ir       |
| فرهنگسرای اشراق                  | منطقه ۴                | فلکه دوم تهرانپارس - انتهای خیابان جشنواره                                                     | eshragh.farhangsara.ir       |
| فرهنگسرای هنگام                  | منطقه ۴                | میدان الغدیر - خیابان دلاوران - خیابان آزادگان - جنب فروشگاه شهروندآزادگان                     | hengam.farhangsara.ir        |
| فرهنگسرای فردوس                  | منطقه ۵                | فلکه دوم صادقیه- بلوار فردوس شرق- بعد از چهارراه شهید سلیمی جهرمی (مخابرات)                    | ferdos.farhangsara.ir        |
| فرهنگسرای معرفت                  | منطقه ۵                | شهران- بالاتر از زیرگذر همت- نبش کوچه پنجم شرقی                                                | marefat.farhangsara.ir       |
| فرهنگسرای سرو                    | منطقه ۶                | خیابان ولی عصر (عج)- ضلع شمالی بوستان ساعی- کوی ساعی دوم                                       | sarv.farhangsara.ir          |
| فرهنگسرای خانواده (شفق)          | منطقه ۶                | خیابان سیدجمال الدین اسدآبادی (یوسف آباد) - خیابان ۲۱ - بوستان شفق                             | khanevadeh.farhangsara.ir    |
| فرهنگسرای اندیشه                 | منطقه ۷                | خیابان دکتر شریعتی - نرسیده به پل سیدخندان - بوستان شهید مسعود منفرد نیاکی (اندیشه)            | andisheh.farhangsara.ir      |
| فرهنگسرای مترو                   | منطقه ۷                | خیابان شهید مطهری (ره)- خیابان میرعماد- نبش کوچه هشتم- شماره- طبقه دوم                         | metro.farhangsara.ir         |
| فرهنگسرای گلستان                 | منطقه ۸                | نارمک- میدان هلال احمر- خیابان گلستان- جنب بوستان فدک                                          | golestan.farhangsara.ir      |
| فرهنگسرای رویش                   | منطقه ۹                | بزرگراه فتح- بعد از بیمارستان شهید شریعت رضوی- خیابان شهید واشقانی فراهانی کوچه شهید وادی زاده | rouiesh.farhangsara.ir       |
| فرهنگسرای کار و تعاون            | منطقه ۹                | بزرگراه یادگار امام (ره) جنوب - تقاطع خیابان هاشمی - شماره ۷۶                                  | kar.farhangsara.ir           |
| فرهنگسرای عطار نیشابوری          | منطقه ۱۰               | میدان بریانک - خیابان شهید دعوتی - خیابان شهید امیرقلی                                         | attar.farhangsara.ir         |
| فرهنگسرای قرآن (خاص)             | منطقه ۱۰               | خیابان قزوین- نرسیده به میدان شمشیری- نبش خیابان شهید کاظمی                                    | quran.farhangsara.ir         |
| فرهنگسرای رازی                   | منطقه ۱۱               | میدان قزوین- خیابان قزوین - خیابان شهید مرادی- بوستان رازی                                     | razi.farhangsara.ir          |
| فرهنگسرای فناوری اطلاعات (خاص)   | منطقه ۱۱               | خیابان کارگر جنوبی - تقاطع خیابان جمهوری اسلامی                                                | it.farhangsara.ir            |
| فرهنگسرای انقلاب اسلامی (خاص)    | منطقه ۱۱               | بزرگراه شهید نواب صفوی - تقاطع پل کمیل - ابتدای کمیل شرقی - شماره ۶۰                           | enghelab.farhangsara.ir      |
| فرهنگسرای عترت                   | منطقه ۱۲               | میدان امام حسین (ع) - پیاده راه ۱۷ شهریور-نبش کوچه اعرابی                                      | etrat.farhangsara.ir         |
| فرهنگسرای یاریگران زندگی         | منطقه ۱۲               | خیابان ری- پایین‌تر از میدان قیام- بوستان کوثر                                                  | nahjolbalaghe.farhangsara.ir |
| فرهنگسرای امید                   | منطقه ۱۳               | میدان امام حسین (ع) - خیابان شهید منتظری- خیابان خشکبارچی - بوستان خیام                        | omid.farhangsara.ir          |
| فرهنگسرای اخلاق                  | منطقه ۱۴               | میدان شهدا- خیابان پیروزی- خیابان شکوفه- خیابان شهید کاظمی- جنب بوستان گلزار - شماره ۲۴        | akhlagh.farhangsara.ir       |
| فرهنگسرای خاوران                 | منطقه ۱۵               | میدان خراسان - خیابان خاوران- سه راه هاشم‌آباد                                                  | khavaran.farhangsara.ir      |
| فرهنگسرای بهمن                   | منطقه ۱۶               | انتهای بزرگراه نواب صفوی- میدان بهمن- خیابان شهید وفایی                                        | bahman.farhangsara.ir        |
| فرهنگسرای شهید سلیمانی           | منطقه ۱۷               | میدان ابوذر- انتهای خیابان سجاد جنوبی- میدان بهاران- بوستان بهاران                             | baharan.farhangsara.ir       |
| فرهنگسرای خاتم (ص)               | منطقه ۱۸               | شهرک ولیعصر (عج)- خیابان حیدری جنوبی- خیابان پژاند - بوستان لواسانی                            | khatam.farhangsara.ir        |
| فرهنگسرای مهر                    | منطقه ۱۹               | خانی آباد نو - خیابان شهید لطیفی- کوچه تگرگ- بوستان بعثت                                       | mehr.farhangsara.ir          |
| فرهنگسرای رضوان                  | منطقه ۱۹               | بهشت زهرا (س)- بلوار حضرت زهرا (س)- خیابان رضوان- گلزار شهدا - جنب مزار آیت‌الله طالقانی (ره)   | rezvan.farhangsara.ir        |
| فرهنگسرای ولاء                   | منطقه ۲۰               | شهرری- میدان نماز                                                                              | vela.farhangsara.ir          |
| فرهنگسرای دانش                   | منطقه ۲۱               | کیلومتر ۵ بزرگراه شهید لشگری- شهرک فرهنگیان- میدان دانش-خیابان فرهنگ نهم                       | danesh.farhangsara.ir        |
| فرهنگسرای تهران                  | منطقه ۲۲               | انتهای بزرگراه رسالت غرب - سه راه دهکده المپیک - خیابان ساحل - بوستان باغ نو                   | tehran.farhangsara.ir        |